# 동물자유연대
동물자유연대(動物自由連帶)는 '고통을 호소하는 모든 생명체는 그 고통을 해소받을 권리가 있다'라는 슬로건으로 1999년부터 동물권 및 동물복지를 위해 활동하고 있는 비영리 단체이며, 대한민국 농림수산식품부 소관의 사단법인으로 등록되어있다. 2003년 6월 23일, 한국동물복지협회라는 이름으로 농림축산식품부의 사단법인 승인을 받았으며 2013년에 실제 활동하는 명칭인 동물자유연대로 법인 명칭을 변경하였다. 한국을 대표하는 동물보호단체 중에 하나이다. 일반적으로 동물보호단체는 동물을 직접 구조하고 보호소를 운영하는 단체와 동물보호에 대한 인식을 고양시키는 단체로 나눌 수가 있으며, '동물자유연대 ON'이라는 이름의 보호소가 남양주에 위치하고있다. 동물자유연대의 남양주 보호소는 약 300여마리의 동물을 보호할 수 있는 규모로서 국내 사설보호소 중 가장 규모가 큰 것으로 알려져있다.  후원금으로 운영되는 시민단체로서, 후원금은 구조동물 보호 및 동물권리의 옹호에 사용하고 있다.

## 주요 활동
- 피학대 동물의 구조 및 보호

- 올바른 반려동물 문화를 위한 캠페인 전개

- 농장동물 복지 증진을 위한 조사와 캠페인 : 농장동물 실태 보고서 출간[1]과 풀무원 동물복지제도 자문[2]

- 돌고래 전시금지를 위한 캠페인 : 불법으로 포획된 남방큰돌고래 '제돌이' 외 4마리 야생 방사를 위한 캠페인과 비용 지원.
포획된 돌고래를 자연에 다시 방사[3]하는 프로젝트는 아시아에서 최초 사례

- 동물관련법 입법과 개정 활동 : 화장품 동물실험 금지법안[4]과 동물원법 개정 추진[5]

- 국가 또는 단체에서 위탁하는 연구 및 자문 : 농림축산식품부의 동물복지위원회 활동[6]

## 참고
1. ↑  남종영 기자 (2007년 4월 10일). “자연수명의 20분의 1, 돼지의 한평생”. 한겨레21.
2. ↑  심나리 기자 (2007년 7월 24일). “풀무원 '동물복지제도' 도입”. 노컷뉴스.
3. ↑  김창길 기자 (2013년 6월 21일). “사회적 합의 통한 돌고래 방류는 최초… 생태 선진국 도약 발판”. 경향신문.
4. ↑  최지흥 기자 (2013년 3월 19일). “대한민국에서도 화장품 동물실험 금지 될까?”. 한국일보.
5. ↑  장익창 기자 (2013년 9월 30일). “동물원 허가제, 동물공연·학대 금지”. 세계일보.
6. ↑  이학범 기자 (2014년 1월 2일). “농식품부 동물복지위원회 구성”. 데일리벳.